# Schnabelia
Schnabelia  é um gênero botânico da família Lamiaceae

## Espécies
- Schnabelia aureoglandulosa
- Schnabelia nepetifolia
- Schnabelia oligophylla
- Schnabelia terniflora
- Schnabelia tetradonta